# Božena Fialová-Nevšímalová
Božena Fialová-Nevšímalová (rozená Nevšímalová, pseudonym Lev Mašín, 13. dubna 1885 Plzeň – 8. července 1955) byla česká lékařka a překladatelka; osmá promovaná doktorka medicíny v Čechách, historicky desátá promovaná česká lékařka.

## Život

### Mládí a studia
Narodila se v Plzni do intelektuálně založené rodiny. Otec August Vojtěch Nevšímal byl advokát, spisovatel, libretista a vysokoškolský pedagog, matkou pak feministka, aktivistka a politička Krista Nevšímalová. Po absolvování měšťanské školy začala Božena studovat v Praze na nově otevřeném (1890) prvním soukromém dívčím gymnáziu ve střední Evropě Minerva, které zdárně absolvovala. Následně začala studovat medicínu na české lékařské fakultě Karlo-Ferdinandovy univerzity v Praze, posléze přestoupila na českou medicínu. Až do roku 1900 docházely dívky na přednášky na hospitační studium (bez statutu řádné posluchačky); v roce 1900 bylo novým zákonem dívkám umožněno skládat zkoušky za celou dosavadní dobu studia.

### Lékařkou
Promována 19. prosince 1908 a stala se tak teprve osmou v Čechách vystudovanou lékařkou, medička Anna Honzáková zde titul získala roku 1902. První dvě Češky, které se staly lékařkami ještě před ní (Bohuslava Kecková a Anna Bayerová), získaly titul doktorky medicíny mimo české území, na univerzitách ve Švýcarsku.
Po odborné průpravě na klinice doktorů Maixnera, Kukuly, Pavlíka a Scherera, dále v České dětské nemocnici, v Ústavu pro choromyslné v Brně, si osvojila všestranné oborové znalosti a okolo období vzniku Československa roku 1918 začala působit jako odborná lékařka v Praze. Již roku 1915vydala vlastní publikaci o neštovicích a dalších nakažlivých chorobách. Provdala se jako Fialová za začala užívat také zdvojené příjmení.
Rovněž byla pod pseudonymem Lev Mašín činná jako překladatelka z řečtiny a francouzštíny, ze které mj. překládala moderní francouzskou lyriku.

### Úmrtí
Božena Fialová-Nevšímalová zemřela 8. července 1957 ve věku 72 let.